# Berbetoros
Berbetoros (llamada oficialmente San Miguel de Berbetouros) es una parroquia española del municipio de Palas de Rey, en la provincia de Lugo, Galicia.

## Otras denominaciones
La parroquia también es conocida por el nombre de San Miguel de Berbetoros.

## Organización territorial
La parroquia está formada por diez entidades de población, constando nueve de ellas en el nomenclátor del Instituto Nacional de Estadística español:

### Entidades de población
Entidades de población que forman parte de la parroquia:
- Camouco
- Peiluz
- Penelas de Baixo (Penelas de Abaixo)
- Penelas de Riba (Penelas de Arriba)
- Peirón (As Pereiras)
- Riba do Marzo (Riba do Marco)
- Salgueiros
- A Taberna

### Despoblados
Despoblados que forman parte de la parroquia:
- Froxón (O Froxón)
- O Pozo

## Demografía
| Gráfica de evolución demográfica de Berbetoros entre 2000 y 2020 |
|                                                                  |
| Datos según el nomenclátor publicado por el INE.                 |